# Ґуркі-Боже
Ґуркі-Боже (пол. Górki Borze) — село в Польщі, у гміні Коритниця Венґровського повіту Мазовецького воєводства.
Населення — 186 осіб (2011).
У 1975-1998 роках село належало до Седлецького воєводства.

## Демографія
Демографічна структура станом на 31 березня 2011 року:
|          | Загалом | Допрацездатний вік | Працездатний вік | Постпрацездатний вік |
| -------- | ------- | ------------------ | ---------------- | -------------------- |
| Чоловіки | 96      | 17                 | 69               | 10                   |
| Жінки    | 90      | 24                 | 40               | 26                   |
| Разом    | 186     | 41                 | 109              | 36                   |